# Sharon Firisua
Sharon Firisua (* 15. Dezember 1993 in Auki) ist eine Leichtathletin von den Salomonen, die sich auf den Langstreckenlauf spezialisiert hat.

## Sportliche Laufbahn
Erste Erfahrungen bei internationalen Meisterschaften sammelte Sharon Firisua vermutlich im Jahr 2013, als sie bei den Ozeanienmeisterschaften in Papeete in 12:20,57 min die Silbermedaille über 3000 m Hindernis hinter der Australierin Stephanie Kondogonis gewann und im 1500-Meter-Lauf in 4:58,45 min den vierten Platz belegte. Zudem siegte sie über 5000 Meter in 19:41,23 min. Im Jahr darauf gelangte sie bei den Commonwealth Games in Glasgow mit 18:45,18 min auf den 17. Platz im 5000-Meter-Lauf und 2015 verteidigte sie bei den Ozeanienmeisterschaften in Cairns in 18:35,51 min ihren Titel über diese Distanz und sicherte sich in 11:27,42 min die Bronzemedaille im Hindernislauf hinter Rama Kumilgo aus Papua-Neuguinea und der Australierin Coreena Cleland. Anschließend siegte sie bei den Pazifikspielen in Port Moresby in 18:20,09 min über 5000 Meter sowie in 38:33,04 min auch im 10.000-Meter-Lauf. Im Jahr darauf nahm sie dank einer Wildcard über 5000 Meter an den Olympischen Sommerspielen in Rio de Janeiro teil und schied dort mit neuem Landesrekord von 18:01,62 min im Vorlauf aus. 2017 siegte sie bei den Ozeanienmeisterschaften in Suva in 37:54,60 min über 10.000 Meter und sicherte sich über 5000 Meter in 18:08,05 min die Bronzemedaille hinter der Neuseeländerin Hannah Miller und Audrey Hall aus Australien. Im September belegte sie bei den Asian Indoor & Martial Arts Games in Aşgabat in 10:28,34 min den siebten Platz im 3000-Meter-Lauf und stellte damit einen neuen Landesrekord auf, ehe sie bei den Pazifik-Minispielen in Port Vila in 18:28,81 min die Goldmedaille über 5000 Meter gewann. 2018 gelangte sie bei den Commonwealth Games im australischen Gold Coast mit 18:52,57 min auf den 19. Platz über 5000 Meter und im Jahr darauf belegte sie bei den Ozeanienmeisterschaften in Townsville in 18:49,13 min den fünften Platz über 5000 Meter und gelangte mit 5:00,40 min auf Rang elf über 1500 Meter. Anschließend siegte sie in 41:19,92 min erneut über 10.000 Meter bei den Pazifikspielen in Apia und belegte in 19:39,29 min den vierten Platz über 5000 Meter. 2021 startete sie im Marathonlauf bei den Olympischen Sommerspielen in Sapporo und lief dort nach 3:02:10 h auf dem 72. Platz ein.
2022 gewann sie bei den Pazifik-Minispielen in Saipan in 1:28:33 h die Silbermedaille im Halbmarathon hinter Manami Iijima aus Guam und kurz darauf gelangte sie bei den Commonwealth Games in Birmingham mit 3:02:07 h auf den 15. Platz im Marathon. Bei den Crosslauf-Weltmeisterschaften 2023 in Bathurst wurde sie ohne eine gültige Zeit als 74. gewertet und im Dezember gewann sie bei den Pazifikspielen in Honiara in 1:24:54 h die Bronzemedaille im Halbmarathon hinter Salome De Barthez De Marmorieres aus Französisch-Polynesien und ihrer Landsfrau Dianah Matekali, während sie über 5000 Meter nicht das Ziel erreichte. 2024 startete sie dank einer Wildcard entgegen ihres Schwerpunktes im Langstreckenlauf über 100 Meter bei den Olympischen Sommerspielen in Paris und schied dort mit 14,31 s als langsamste Läuferin aller startenden Athletinnen in der Vorausscheidungsrunde aus. Zudem war sie Fahnenträgerin der Salomonen bei der Abschlussveranstaltung der Spiele.
2023 wurde Firisua salomonische Meisterin im 1500-Meter-Lauf.

## Persönliche Bestleistungen
Bis auf die Bestmarke im Halbmarathon, stellen alle Zeiten zugleich einen salomonischen Landesrekord dar.
- 1500 Meter: 4:52,63 min, 31. Oktober 2015 in Melbourne
- Meile: 5:16,5 min, 23. Februar 2016 in Melbourne
- 3000 Meter: 10:26,01 min, 6. Februar 2016 in Melbourne
  - 3000 Meter (Halle): 10:28,34 min, 18. September 2017 in Aşgabat
- 5000 Meter: 18:01,62 min, 16. August 2016 in Rio de Janeiro
- 10.000 Meter: 37:54,60 min, 1. Juli 2017 in Suva
- Halbmarathon: 1:24:54 h, 2. Dezember 2023 in Honiara
- Marathon: 3:02:07 h, 30. Juli 2022 in Birmingham
- 3000 m Hindernis: 11:27,42 min, 10. Mai 2015 in Cairns